# リチャード・ダン
リチャード・パトリック・ダン（Richard Patrick Dunne, 1979年9月21日 - ）は、アイルランド共和国ダブリン出身の元サッカー選手、元アイルランド代表。ポジションはセンターバック。愛称は、シリアル商品シュガー・パフのキャラクター名ハニー・モンスターに似ていることから、そのまま「ハニー・モンスター」、もしくは自身の名前をもじり「ダニー・モンスター」。
エヴァートンFCでキャリアを開始し、10年近くをマンチェスター・シティFCで過ごした後、2009年にアストン・ヴィラFCに参加する。アイルランドに生まれながら、一貫してイングランドのリーグでプレーしているが、プレミアリーグでは、パトリック・ヴィエラ、ダンカン・ファーガソンと並び最多記録となる8度もレッドカードを提示された。また、同リーグにおいてオウンゴールで2桁に到達した初の選手として知られる。アイルランド代表としては、2000年から2013年までプレーしており、その間に2002 FIFAワールドカップとUEFA EURO 2012に出場した。

## 来歴

### クラブ

#### エヴァートン
少年時代を地元ダブリンのホーム・ファームFCで過ごし、1994-95シーズンの15歳の時にエヴァートンFCの下部組織に入団する。下部組織では後にトップチームでも一緒になるトニー・ヒバート、レオン・オズマンと共にプレーしながら、1995-96シーズンにはリザーブチームに昇格し、FAユースカップでもプレーした。1997年1月にFAカップのスウィンドン・タウンFC戦において、ジョー・ロイヤル監督の下でトップチームからプロ初出場を飾り、4月のリヴァプールFCとのマージーサイド・ダービーで同ダービーに出場した最年少選手となった（なお、25分後に途中出場したマイケル・ボールに記録は塗り替えられている）。
1999-2000シーズンからレギュラーとしてプレーする中で、2000年1月1日の記念すべき日に同僚のボールと共に騒ぎ、朝の練習に顔を出さなかったことで賃金2週間分の罰金処分が科される。すると、両名は処分が厳しいとしてフットボール・アソシエーション (FA) に処分軽減を訴えており、最終的に軽減されることはなかったが、この行動によってウォルター・スミス監督と少なからず遺恨が残ることになった。2000-01シーズンの夏に移籍金250万ポンドでウィンブルドンFCとクラブ間合意に達する。最終的に個人合意とはならず、5試合の出場停止が明けた2009年9月16日のマンチェスター・ユナイテッドFC戦でシーズン初出場を飾ることになったが、同月27日のブリストル・ローヴァーズFCとのフットボールリーグカップにおいて、敗戦後のチームバスの中で同僚のボールと笑っていたことがスミス監督の怒りを買い、次のイプスウィッチ・タウンFC戦をボールと共に外された。この事態や昨季の元日の問題行動から、スミス監督体制での将来を憂いるダンに対し、マンチェスター・シティFCからオファーが届くと、「監督はあくまでも右サイドバックとして見ており、センターバックとしてプレーする機会が与えられなかったことにがっかりした」とエヴァートンを退団する旨を表明した。

#### マンチェスター・シティ

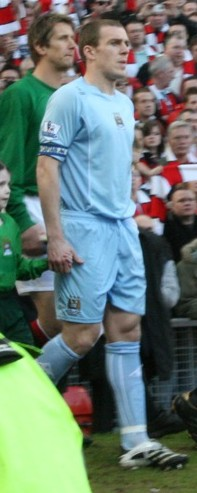
マンチェスター・シティFCの主将を務めるダン (2008年)

かつて師事したロイヤル監督率いるマンチェスター・シティFCへ2000年10月16日に移籍金300万ポンドで加入する。マンチェスター・シティでは、当初、期限付き移籍に出された右サイドバックのリチャード・エドグヒルの後釜として、ローラン・シャルヴェと共に加入すると、初出場を飾った24日のサウサンプトンFC戦 (2-0) を始め、序盤は右サイドバックを任されていたが、最終的にスペンサー・プライヤーからセンターバックの定位置を奪取し、スティーヴ・ハウィーとコンビを組み、頭角を現した。2000-01シーズン終了後にチャンピオンシップ (2部)へと降格するが、降格に伴い就任したケビン・キーガン監督の下で1季でのプレミアリーグ昇格に貢献する。ピッチ内で活躍する一方で、ピッチ外では深夜にナイトクラブで飲酒をする問題行動を起こしており、昇格した2002-03シーズンには乱れた状態で練習場に現れたことで規律面での重大な違反により、2002年9月に2万ポンドの罰金と2週間に渡る練習への参加を禁止され、そのことから、マンチェスター・シティでのキャリアは終焉に向かっていると思われ、実際に試合に出場できない日々が続いていた。その後、食事療法によって体を絞って生活習慣を改善させた末、10月下旬のバーミンガム・シティFC戦において復帰を果たすと、センターバックの定位置を奪回しつつ、時折サイドバックでも起用された。続く2003-04シーズンは、序盤戦においてセンターバックの定位置争いでシルヴァン・ディスタンとダヴィド・ソメイユのフランス人コンビの後塵を拝しており、また、2003年9月上旬にUEFAカップ2003-04のスポルティング・ロケレン戦での足首の負傷から、出場機会を得るのに苦戦していたが、10月下旬のリーグカップのクイーンズ・パーク・レンジャーズFC戦において初先発での出場機会を掴むと、程なくしてソメイユからセンターバックの定位置を奪回し、最終的にディスタンとコンビを組んでチームを支えた。その後、2004-05シーズンから2005-06シーズン、2006-07シーズン、2007-08シーズンと4季連続チームのサポーターによる最優秀選手に選出される程のパフォーマンスを見せており、そのパフォーマンスは2007-08シーズンからコンビを組むマイカ・リチャーズに「自分はイングランド代表でリオ・ファーディナンド、ジョン・テリーと共にプレーしてきたが、ダンは彼らと同等であり、一緒にプレーした中で最高の選手の1人だ」と称賛されている。2006年には、契約を3年半延長し、更に相棒ディスタンの後を継いで主将を務めることになった。
主将となった2006-07シーズンは、チームが得点力不足に喘ぎ、特にホームでの得点数がイングランドのトップリーグ史上最低となる10得点を記録する一方で自身を中心とする鉄壁の守備網で降格圏転落を回避する。続く2007-08シーズンは、センターバックの相棒がポーツマスFCに移籍したディスタンからリチャーズとなったが、リチャーズの抜群の身体能力を持って相手をチェックし、ダンのカバーリングでボールを奪うというシーンが多々見られたように抜群の連携を見せて、前半戦の快進撃の原動力となる。後半戦は負けこそ少なかったが、勝ちを落とすことが多く、さらにシーズン終盤にリチャーズが故障で戦列を離れた影響から失点数が増加していき、順位を下げる結果となり、最終節のミドルズブラFC戦では、自身が15分にレッドカードでの一発処分となったこともあって8失点での大敗となった。それにもかかわらず、クラブ史上プレミアリーグで最多勝ち点を獲得したシーズンとなり、また、自身は4季連続でチームのサポーターによる最優秀選手に輝くと共に、フットボール・アソシエーション・オブ・アイルランドによるFAIインターナショナル・フットボール・アワーズ年間最優秀選手賞も受賞する等の一定の成功を収め、その活躍にスヴェン＝ゴラン・エリクソン監督から「我々にとって特別な、本当に特別な選手」と形容された。しかし、同シーズン終了後にタクシン・シナワット会長がエリクソン監督を解任すると囁かれ、クラブの先行きは不透明なものとなると、これに不信感を抱いたダンはクラブの契約延長交渉を渋り、暗礁に乗り上げることとなった。これに対し、ポーツマスとトッテナム・ホットスパーFCがダン獲得の意思を公にし、退団は確実かと思われたが、最終的にブラックバーン・ローヴァーズFCから引き抜かれたマーク・ヒューズ新監督との会談の末、2008年7月4日にマンチェスター・シティと契約を4年間延長することで決着した。2008-09シーズンは、3度もレッドカードを提示されながらも公式戦で47試合に出場する中、自身29歳の誕生日となる2008年9月21日のポーツマス戦 (6-0) において得点し、2009年1月のウィガン・アスレティックFC戦でパトリック・ヴィエラ、ダンカン・ファーガソンと並びプレミアリーグ史上最多記録となる8度目のレッドカードを提示された。

#### アストン・ヴィラ
2009年夏の移籍市場において、マンチェスター・シティはアーセナルFCからコロ・トゥーレ、ダンの古巣であるエヴァートンからジョリオン・レスコットを獲得したことで先発は両名の公算が強くなっており、そのため、ダンがシティ・オブ・マンチェスター・スタジアムから去ってアストン・ヴィラFCと契約するとの見方をされ、事実、8月27日には移籍金600万ユーロでアストン・ヴィラとのクラブ間合意に達した。契約書類の承認に時間が掛かり、9月2日に4年契約で正式な一員としての加入が決定した。なお、同移籍に際し、マンチェスター・シティのヒューズ監督は、ダンがアイルランド代表のレギュラーとして2010 FIFAワールドカップ・ヨーロッパ予選を戦っている最中であることや、これまでのクラブへの貢献を考えると彼に控えのポジションを与えることは敬意を欠いた行動である為に移籍を容認したとの考えを明かした。
アストン・ヴィラでは、セント・アンドルーズ・スタジアムでのバーミンガム・シティFC戦 (1-0) において初出場を飾る。バーミンガム・ダービーという重要な試合でのデビューにもかかわらず、センターバックのジェームズ・コリンズ、そしてサイドのカルロス・クエジャル、スティーヴン・ウォーノックとも素晴らしい連携を見せ、無失点での勝利に貢献する上々のスタートを切ると、9月26日には、イーウッド・パークでのブラックバーン・ローヴァーズ戦 (1-2) でコリンズとコンビを組み、初となるフル出場を果たし、10月5日の古巣マンチェスター・シティ戦 (1-1) で加入後初得点を挙げた。なお、長年在籍し、主将まで務めたチーム相手に得点を挙げた後、喜ぶこともせず落ち着き払った姿勢を見せたダンに対し、マンチェスター・シティのファンからダンへのリスペクトとして拍手をされた。同月のチェルシーFC戦において加入後2得点目を挙げる。同2009-10シーズンは、ウェンブリー・スタジアムで行われたフットボールリーグカップ決勝のマンチェスター・ユナイテッドFC戦にチームを導く活躍、リーグ戦の方では上位に居ることもあり、PFA年間ベストイレブンに選出された。
マーティン・オニール監督が去り、ケヴィン・マクドナルド代行監督を経てジェラール・ウリエ監督が後任となった2010-11シーズンは、勝ち星獲得に苦労して低迷するチームにおいて、17試合で28失点と守備も振るわず、また、練習中にガリー・マカリスター助監督と衝突したことも相まり、12月13日のウェスト・ブロムウィッチ・アルビオンFC戦から先発を外されるのみならず、ウリエ監督からセンターバックの序列がコリンズ、クエジャル、キアラン・クラークより下の4番手と告げられた。このような時期がありながらも、2011年1月2日のチェルシー戦で約1ヶ月ぶりの出場を果たすと、以降はレギュラーに返り咲き、公式戦35試合に出場した。なお、3月13日に相棒コリンズと酔って大暴れし、チームメイトやクラブスタッフに対して暴言を浴びせたとして賃金2週間分の罰金をクラブから科せられ、コリンズと共に一時期先発から外されていた。同シーズン終了後にアレックス・マクリーシュ監督が新たに就任すると、当初はマクリーシュ監督が指導していたバーミンガム・シティFCからスコット・ダンとロジャー・ジョンソンのセンターバックコンビを連れてくる考えだった為に立場が危ぶまれていた。両名が加入することはなく、例年通りコリンズとコンビを組むことになった2011-12シーズンは、3試合を無失点に抑える等で最初の6試合を無敗と最高のスタートを切るチームに大きく貢献していたが、シーズンが進むに連れてチームは低迷し、また、自身は2012年2月12日のマンチェスター・シティ戦で相手GKのジョー・ハートと衝突した際に右鎖骨を骨折したことで手術を受けることになり、4月28日のウェスト・ブロム戦までの離脱を余儀なくされる苦しい時期を過ごしていた。最終的にチームは降格圏から勝ち点2の僅差で残留を勝ち取り、マクリーシュ監督から感謝される程に復帰後のダンは貢献していた。
2012-13シーズンは、それまでのレギュラーから状況が一転した。まず、開幕前に全治8週間の足の付根の負傷で出遅れると、3度もの手術を受けることになり、2013年1月中に練習復帰を果たすも再び負傷し、その後完治することなく、4月にはシーズン残りを欠場が判明したことで、2012-13シーズンの公式戦の全試合欠場となった。5月21日、同シーズン終了を以って契約満了となるが、ポール・ランバート監督の構想外の為に退団となり、2012年5月13日のノリッジ・シティFC戦がアストン・ヴィラでの最後の試合となった。

#### クイーンズ・パーク・レンジャーズ

クイーンズ・パーク・レンジャーズFCでのダン (左)

2013年7月15日に自由移籍でフットボールリーグ・チャンピオンシップのクイーンズ・パーク・レンジャーズFCと1年契約で合意する。リーグカップのエクセター・シティFC戦で初出場、2014年2月1日のバーンリーFC戦で初得点を挙げる。10月19日のリヴァプールとのプレミアリーグの試合において、グレン・ジョンソンのクロスに対するクリアミスからリーグ史上初となるオウンゴール数で2桁に到達した。

### 代表

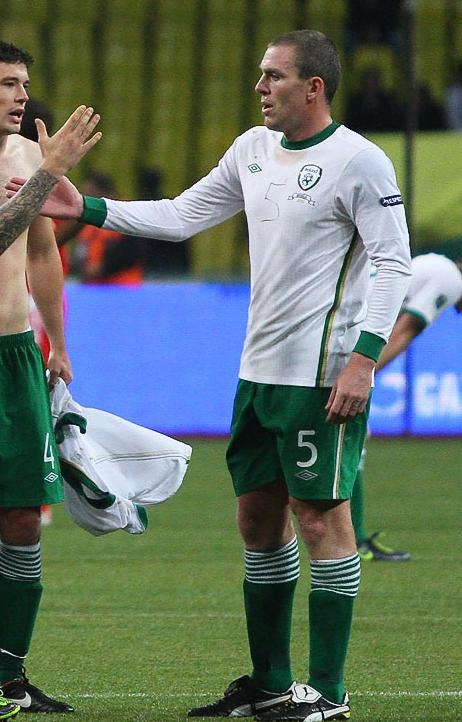
UEFA EURO 2012予選ロシア戦後のダン

アイルランド代表では、まず、1998年2月の北アイルランド戦でB代表として初出場を飾ると、同年夏にU-18代表の方でUEFA U-18欧州選手権優勝に貢献し、11月のユーゴスラビア戦においてU-21代表初出場を飾った。
2000年4月12日にミック・マッカーシー監督によって、26日のギリシャとの親善試合に向けてA代表に初招集され、同試合 (0-1) で初出場を飾り、出場3試合目となった6月4日のメキシコ戦 (2-2)において初得点を記録する。それから数ヶ月後の2002 FIFAワールドカップ・ヨーロッパ予選にも招集されたダンは、1試合目のオランダ、2試合目のポルトガルといった強豪との試合においてもギャリー・ブリーンと共にセンターバックの先発を任され、3試合目のエストニア戦 (2-0) で公式戦での初得点を挙げる等、順調だったものの、本大会では、ブリーンと主将のスティーヴ・ストーントンのコンビが1番手だった為に1度も出場することはなく、UEFA EURO 2004予選では、ブライアン・カー監督がジョン・オシェイとケニー・カニンガムをレギュラーに据えたことで出場機会を得るのに苦労していた。なお、同予選直前のトルコとの親善試合において代表4得点目を記録した。
2006 FIFAワールドカップ・ヨーロッパ予選のフランス戦を含む最後の3試合でレギュラーに返り咲くと、次のUEFA EURO 2008予選では守備の要として予選12試合中9試合と大半に起用されていたが、ドイツ、キプロス戦（自身は得点と退場をする）、チェコ戦での3敗が影響してUEFA EURO 2008出場権を逃した。新たにジョバンニ・トラパットーニ監督が就任した2010 FIFAワールドカップ・ヨーロッパ予選でもセンターバックの定位置を確保して全10試合に出場する中、敵地ソフィアでのブルガリア戦で先制点を挙げてマン・オブ・ザ・マッチに選出される活躍等でプレーオフ進出に貢献すると、フランスとのプレーオフの両試合にフル出場した。しかし、後に大きな論争となった相手FWティエリ・アンリの手での関与によって延長戦の末に2試合合計1-2で2010 FIFAワールドカップ出場はならず、地面に座るダンに対し、駆け寄ってきたアンリ本人から手でウィリアム・ギャラスの決勝点を支援したことを認める言葉が掛けられた。

2011年9月6日のUEFA EURO 2012予選のロシア戦 (0-0) において、攻撃を悉く防ぐマン・オブ・ザ・マッチ級の活躍を見せ、元代表DFのポール・マグラーから「自分が見てきたアイルランドのセンターバック（マグラー自身を含む）で最高のパフォーマンス」と称賛される等、失意となったワールドカップ予選後もレギュラーとしてチームを支えていたダンは、10月11日のアビバ・スタジアムでのアルメニア戦で得点を挙げてプレーオフ進出に貢献すると、プレーオフでエストニアを5-1で下して本大会出場権を獲得し、「キャリアの中で最高の経験」と語った。

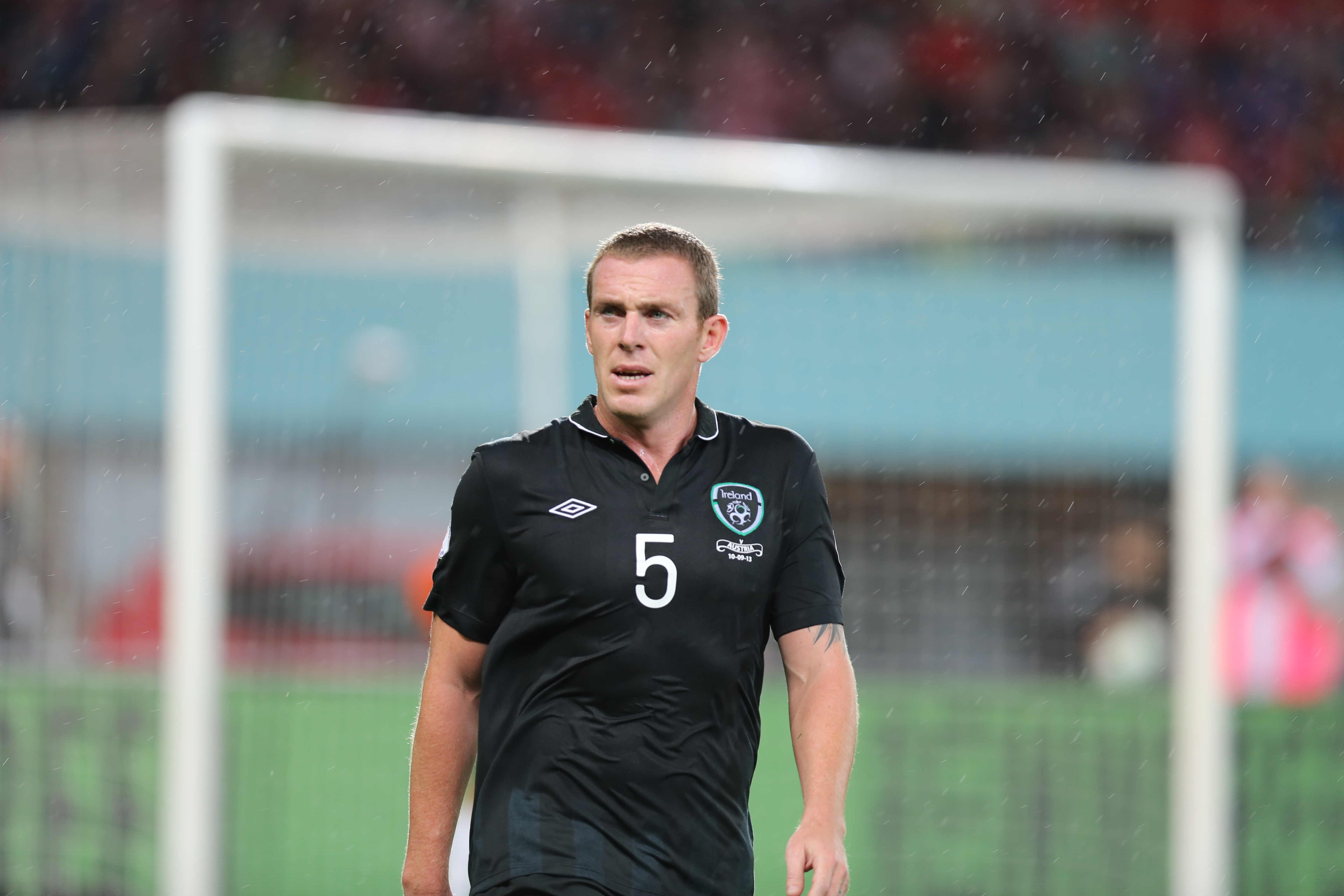
代表でのダン (2013年9月)

なお、2002年の時とは違い、EURO 2012は全試合に出場しているが、クロアチア戦 (1-3) 、スペイン戦 (0-4) 、イタリア戦 (0-3) で1勝も挙げることは出来ずに敗退している。その後、クラブでの度重なる負傷の影響でEURO 2012のイタリア戦を最後に遠ざかり、2013年6月2日のジョージア戦で途中出場から約1年ぶりに復帰を果たすと、2014 FIFAワールドカップ・ヨーロッパ予選にも参加していたが、クラブに集中する為に2014年7月31日を以って80試合に出場した代表からの引退を表明した。

### 私生活
ダン家はサッカー一族として知られており、父のディック (Dick) 、叔父のテオ (Theo) とノエル (noel) 、そして従兄弟に当たるテオの息子トーマスは元サッカー選手である。
ダンには娘がおり、娘の名前をマンチェスター・シティFCの熱狂的なサポーターとして知られるロックバンドのオアシスの曲ライラに因んで名付けられた。

## 個人成績
1 January 2014現在
| 所属クラブ                       | シーズン         | リーグ             | リーグ | リーグ | カップ | カップ | リーグカップ | リーグカップ | 国際大会 | 国際大会 | 合計  | 合計 |
| 所属クラブ                       | シーズン         | 所属リーグ         | 出場   | 得点   | 出場   | 得点   | 出場         | 得点         | 出場     | 得点     | 出場  | 得点 |
| -------------------------------- | ---------------- | ------------------ | ------ | ------ | ------ | ------ | ------------ | ------------ | -------- | -------- | ----- | ---- |
| エヴァートン                     | 1996-97          | プレミアリーグ     | 7      | 0      | 1      | 0      | 0            | 0            | —        | —        | 8     | 0    |
| エヴァートン                     | 1997-98          | プレミアリーグ     | 3      | 0      | 1      | 0      | 0            | 0            | —        | —        | 4     | 0    |
| エヴァートン                     | 1998-99          | プレミアリーグ     | 16     | 0      | 2      | 0      | 2            | 0            | —        | —        | 20    | 0    |
| エヴァートン                     | 1999-2000        | プレミアリーグ     | 31     | 0      | 4      | 0      | 1            | 0            | —        | —        | 36    | 0    |
| エヴァートン                     | 2000-01          | プレミアリーグ     | 3      | 0      | 0      | 0      | 1            | 0            | —        | —        | 4     | 0    |
| エヴァートン                     | 合計             | 合計               | 60     | 0      | 8      | 0      | 4            | 0            | —        | —        | 72    | 0    |
| マンチェスター・シティ           | 2000-01          | プレミアリーグ     | 25     | 0      | 3      | 0      | 0            | 0            | —        | —        | 28    | 0    |
| マンチェスター・シティ           | 2001-02          | ディビジョン1      | 43     | 1      | 3      | 0      | 3            | 0            | —        | —        | 49    | 1    |
| マンチェスター・シティ           | 2002-03          | プレミアリーグ     | 25     | 0      | 0      | 0      | 1            | 0            | —        | —        | 26    | 0    |
| マンチェスター・シティ           | 2003-04          | プレミアリーグ     | 29     | 0      | 5      | 0      | 2            | 0            | 4        | 0        | 40    | 0    |
| マンチェスター・シティ           | 2004-05          | プレミアリーグ     | 35     | 1      | 1      | 0      | 0            | 0            | —        | —        | 36    | 1    |
| マンチェスター・シティ           | 2005-06          | プレミアリーグ     | 32     | 3      | 5      | 0      | 1            | 0            | —        | —        | 38    | 3    |
| マンチェスター・シティ           | 2006-07          | プレミアリーグ     | 38     | 1      | 5      | 0      | 1            | 0            | —        | —        | 44    | 1    |
| マンチェスター・シティ           | 2007-08          | プレミアリーグ     | 36     | 0      | 3      | 0      | 3            | 0            | —        | —        | 42    | 0    |
| マンチェスター・シティ           | 2008-09          | プレミアリーグ     | 31     | 1      | 1      | 0      | 1            | 0            | 14       | 0        | 47    | 1    |
| マンチェスター・シティ           | 2009-10          | プレミアリーグ     | 2      | 0      | 0      | 0      | 0            | 0            | —        | —        | 2     | 0    |
| マンチェスター・シティ           | 合計             | 合計               | 296    | 7      | 26     | 0      | 12           | 0            | 18       | 0        | 352   | 7    |
| アストン・ヴィラ                 | 2009-10          | プレミアリーグ     | 35     | 3      | 4      | 0      | 5            | 0            | 0        | 0        | 44    | 3    |
| アストン・ヴィラ                 | 2010-11          | プレミアリーグ     | 32     | 0      | 2      | 0      | 1            | 0            | 0        | 0        | 35    | 0    |
| アストン・ヴィラ                 | 2011-12          | プレミアリーグ     | 28     | 1      | 2      | 1      | 2            | 0            | —        | —        | 32    | 2    |
| アストン・ヴィラ                 | 2012-13          | プレミアリーグ     | 0      | 0      | 0      | 0      | 0            | 0            | —        | —        | 0     | 0    |
| アストン・ヴィラ                 | 合計             | 合計               | 95     | 4      | 8      | 1      | 8            | 0            | 0        | 0        | 111   | 5    |
| クイーンズ・パーク・レンジャーズ | 2013-14          | チャンピオンシップ | 41     | 1      | 0      | 0      | 1            | 0            | —        | —        | 45[a] | 1    |
| クイーンズ・パーク・レンジャーズ | 2014-15          | プレミアリーグ     | 13     | 0      | 0      | 0      | 1            | 0            | —        | —        | 14    | 0    |
| クイーンズ・パーク・レンジャーズ | 合計             | 合計               | 54     | 1      | 0      | 0      | 2            | 0            | —        | —        | 59    | 1    |
| キャリア通算成績                 | キャリア通算成績 | キャリア通算成績   | 505    | 12     | 42     | 1      | 26           | 0            | 18       | 0        | 594   | 13   |

a. ^ 昇格プレーオフ3試合を含む

## 代表歴

### 出場大会
- アイルランド代表
  - 2002 FIFAワールドカップ

### 試合数
- 国際Aマッチ 80試合 8得点（2000年-2013年）[80]

| アイルランド代表 | 国際Aマッチ | 国際Aマッチ |
| 年               | 出場        | 得点        |
| ---------------- | ----------- | ----------- |
| 2000             | 7           | 2           |
| 2001             | 5           | 1           |
| 2002             | 3           | 0           |
| 2003             | 5           | 1           |
| 2004             | 1           | 0           |
| 2005             | 6           | 0           |
| 2006             | 5           | 1           |
| 2007             | 7           | 0           |
| 2008             | 8           | 0           |
| 2009             | 11          | 2           |
| 2010             | 5           | 0           |
| 2011             | 8           | 1           |
| 2012             | 5           | 0           |
| 2013             | 4           | 0           |
| 通算             | 80          | 8           |

### 得点
| #  | 開催日         | 開催地   | 対戦国     | スコア | 結果 | 大会                        |
| -- | -------------- | -------- | ---------- | ------ | ---- | --------------------------- |
| 1. | 2000年6月4日   | シカゴ   | メキシコ   | 2-1    | 2-2  | 2000 USカップ               |
| 2. | 2000年10月11日 | ダブリン | エストニア | 2-0    | 2-0  | 2002 FIFAワールドカップ予選 |
| 3. | 2001年6月6日   | タリン   | エストニア | 0-1    | 0-2  | 2002 FIFAワールドカップ予選 |
| 4. | 2003年9月9日   | ダブリン | トルコ     | 2-2    | 2-2  | 親善試合                    |
| 5. | 2006年10月7日  | ニコシア | キプロス   | 2-2    | 5-2  | UEFA EURO 2008予選          |
| 6. | 2009年3月28日  | ダブリン | ブルガリア | 1-0    | 1-1  | 2010 FIFAワールドカップ予選 |
| 7. | 2009年6月6日   | ソフィア | ブルガリア | 0-1    | 1-1  | 2010 FIFAワールドカップ予選 |
| 8. | 2011年10月11日 | ダブリン | アルメニア | 2-0    | 2-1  | UEFA EURO 2012予選          |

## 獲得タイトル
代表
アイルランド代表
- UEFA U-18欧州選手権 : 1998
- ネイションズカップ（英語版） : 2011

クラブ
エヴァートンFC
- FAユースカップ : 1998

マンチェスター・シティFC
- フットボールリーグ・ディビジョン1 : 2001-02

個人
- PFA年間ベストイレブン : 2009-10
- FAIインターナショナル・フットボール・アワーズ（英語版）年間最優秀選手賞部門 : 2007[32], 2011[81]